# Абасірі (затока)
Абасірі — затока в Охотському морі біля північно-східного узбережжя острова Хоккайдо між мисами Ноторо та розташованим за 96 км на схід—північний схід від нього мисом Сіретоко. У затоці знаходиться крайня південна точка Охотського моря (43°57').
Західний і східний береги затоки являють собою чергування скелястих урвистих ділянок із короткими піщаними пляжами. У закрутах східного берега затоки розташовані невеликі рибальські селища. Південний берег суцільно низинний, піщаний, облямований дюнами і тягнеться майже прямолінійно. Біля берега є кілька озер, з'єднаних із затокою протоками, а далі на південь тягнеться рівнинна, заросла густим лісом місцевість. Глибини в середній частині затоки перевищують 200 м, а на лінії вхідних мисів збільшуються до 1000 м.